# Zvonek boloňský

Stupeň ohrožení

Zvonek boloňský (Campanula bononiensis) je v ČR ohrožený a zákonem chráněný druh středně vysokých květin s nápadným jednostranným hroznem světle fialových květů.

## Výskyt
Pochází z Eurasie, západní hranice jeho výskytu je Francie, severní prochází jižním pobřežím Baltského moře, jižní probíhá po severním okraji Středomoří a východní vede Uralem, Kavkazem a Malou Asii. Ve skrovném počtu se vyskytuje i na východě Spojených států severoamerických, kde byl druhotně zavlečen. Dává přednost výslunným suchým loukám nebo lesostepím s výhřevnou, dobře odvodněnou, mírně zásaditou až neutrální, humózní, kamenitou či písčitohlinitou půdou, roste též v teplomilných doubravách, světlejších křovinách a lesních lemech.

## Popis
Je to vytrvalá rostlina s plazivým, mírně ztloustlým výběžkatým oddenkem, z kterého vyrůstají lodyhy vysoké 30 až 70 cm. Jsou tuhé a pýřité, oblé s tupými hranami, obvykle nevětvené, drsně chlupaté. Porůstají nestejnými listy, spodní vejčité mají řapíky a u báze jsou srdčité, kdežto výše rostoucí lodyžní listy jsou přisedlé, srdčité až vejčité, směrem vzhůru se stávají poloobjímavými a dostávají kopinatý tvar. Všechny jsou na rubu šedě plstnaté a okraje mají vroubkovaně pilovité. Čím výše tím jsou menší, až přecházejí v úzké, skoro celokrajné listeny květů.
Trochu skloněné květy vyrůstají v paždí listenů ve svazečcích, často po 2 až 4 a tvoří jednostranný hrozen. Mají stopky které jsou kratší nebo maximálně stejně dlouhé jako červenofialový až černý semeník vylučující nektar. Květy jsou pětičetné, vytrvalé kališní lístky jsou úzce kopinaté a nahoře ohnuté nazpět. Nálevkovitě zvonkovitá koruna světle fialové barvy je tvořena jen uvnitř chlupatými korunními lístky dlouhými 10 až 25 mm, které jsou asi do jedné třetiny rozeklané. V květu je 5 volných tyčinek s vespod rozšířenými nitkami nesoucími prašníky, které jsou při plně rozevřené koruně již zvadlé, pyl totiž uzrává velice záhy. Z vrcholu semeníku vyrůstá přímá čnělka rozeklána na konci v trojlaločnou bliznu dozrávající poměrně pozdě, takže nedochází k samoopylení. Kvete v červnu až srpnu, opylení zajišťuje hmyz.
Plody jsou převislé, vejčitě kulovité tobolky otvírající se třemi chlopněmi blíže u stopky, takže zralá semena vypadávají jen při pohybu, např. za větru. Před deštěm a na noc se chlopně opět uzavírají.

## Ohrožení
V České republice zvonek boloňský roste roztroušeně až vzácně, vyskytuje se nejčastěji v Polabí, v okolí Prahy a Žatce i na střední a jižní Moravě. Pro omezené množství míst výskytu a malý počet rostlin byl zvonek boloňský v "Černém a červeném seznamu cévnatých rostlin České republiky" prohlášen za silně ohrožený druh (C2-EN).